# Gloverville
Gloverville es un lugar designado por el censo ubicado en el condado de Aiken, en el estado estadounidense de Carolina del Sur La localidad en el año 2000 tiene una población de 2.805 habitantes en una superficie de 9.1 km², con una densidad poblacional de 309.5 personas por km². 

## Geografía
Gloverville se encuentra ubicado en las coordenadas 33°31′36″N 81°49′24″O / 33.52667, -81.82333. Según la Oficina del Censo, el pueblo tiene un área total de 9,1 km² (3,5 mi²), de la cual 9,1 km² (3,5 mi²) es tierra y 0 km² (0 mi²) (0.0%) es agua.

## Demografía
En el 2000 la renta per cápita promedia del hogar era de $24.679, y el ingreso promedio para una familia era de $31.719. El ingreso per cápita para la localidad era de $13.314. En 2000 los hombres tenían un ingreso per cápita de $29.088 contra $18.143 para las mujeres. Alrededor del 22.50% de la población estaba bajo el umbral de pobreza nacional. 

### Localidades adyacentes
El siguiente diagrama muestra a las localidades en un radio de 16 kilómetros (9,9 mi) de Gloverville.